# Meniscomorpha lizanoi
Meniscomorpha lizanoi là một loài tò vò trong họ Ichneumonidae.